# Arnaldo Ginna
 (avril 2022).
Si vous disposez d'ouvrages ou d'articles de référence ou si vous connaissez des sites web de qualité traitant du thème abordé ici, merci de compléter l'article en donnant les références utiles à sa vérifiabilité et en les liant à la section « Notes et références ».
Arnaldo Ginanni Corradini, connu sous le pseudonyme d'Arnaldo Ginna, né le 7 mai 1890 à Ravenne et mort le 26 septembre 1982 à Rome, est un peintre, sculpteur et réalisateur futuriste italien.

## Biographie
Arnaldo Ginna est fils du comte Tullio Ginanni Corradinidu, maire de Ravenne, et le frère de Bruno Corra. Il étudie à l'Académie des beaux-arts de Ravenne et est diplômé de Florence.
Il s'intéresse aux sciences occultes, à la théosophie et aux philosophies orientales. En 1910, il publie avec son frère le livre Metodo e vita nova (Méthode et Vie nouvelle). Dans Arte dell'avvenire, il théorise sur une peinture non figurative avec une musique chromatique, soit la traduction des sentiments et des humeurs en sons et couleurs.
Un moment important de sa recherche artistique est sa rencontre à Milan avec le groupe futuriste, chez Filippo Tommaso Marinetti. Ce groupe comprenait Boccioni, Carrà et Russolo. Contrairement au groupe qui était intéressé par l'aspect dynamique de la peinture, il développe une propension à une peinture de couleur pure, avec de fortes inflexions spirituelles. Entre 1910 et 1912, il travaille avec son frère Corra sur des courts métrages abstraits, en colorant directement le film non traité. Cette « ciné-peinture », consistant en un chevauchement de points colorés, est un commentaire sur les œuvres symphoniques de Mendelssohn et sur des compositions abstraites d'avant-garde.
Il participe à l'exposition de peinture et de sculpture en 1912 à l'Académie des beaux-arts de Florence, présentant Nevrastenia (Neurasthénie) (1908) et Passeggiata romantica (Promenade romantique) (1909). En avril 1914, il participe à l'exposition libre futuriste internationale, tenue à la Galerie Sprovieri à Rome. En 1915, il publie le texte Pittura dell'avvenire et, avec Corra, la synthèse théâtrale Alternazione di carattere (Alternance du personnage) dans Teatro Futurista Sintetico de Marinetti, Corra et Settimelli. Résidant à Florence, il rédige des ouvrages sur l'occultisme, des textes politiques et des narrations. En 1916, en collaboration avec Corra, Balla et Marinetti, il produit et réalise le film Vita futurista, dont il ne subsiste plus que quelques fragments.
En 1919, il publie le pré-surréaliste Le locomotive con le calze (Les Locomotives avec des chaussettes), préfacé par Corra. La même année, il participe à l'Exposition nationale futuriste à Milan, Gênes et Florence. De 1918 à 1920, il collabore avec le magazine Roma Futurista. Dans les années 1920 et 1930, il collabore aux L'Impero et Oggi e Domani. En 1927, il dirige la revue de médecine naturelle Il Nuovo. Plus tard, il collabore au magazine Futurismo de Somenzi. qui publie son livre L'uomo futuro. En 1937, il publie l'étude L'idea presentista et, en 1938, il signe le manifeste de Marinetti Cinématographie.
Lorsque la période futuriste prend fin, il continue de peindre de façon occultiste, en continuant à se consacrer à la peinture jusque dans les années 1960. Il a également collaboré à de nombreuses publications en tant que critique d'art et de cinéma.

## Œuvres
- (it) Ginna e Corra, Cinema e letteratura del futurismo con una antologia di testi di Arnaldo Ginna, Centro sperimentale di cinematografia, 1967
- (it) Manifesti futuristi e scritti teorici, Longo editore, 1984
- (it) L' uomo futuro : investigazione futurfascista (prefazione di F. T. Marinetti), Roma : Edizioni futuriste di Poesia, [1933]
- Les Locomotives avec des chaussettes, Allia, 2007

## Filmographie
- 1916 : Vita futurista (court métrage)